# Jean de La Baume
Pour les articles homonymes, voir Jean de La Baume (homonymie).
Jean Ier de La Baume, mort en 1435, est un aristocrate bourguignon et militaire  au service des rois de France, des ducs de Bourgogne et des comtes de Savoie, à la charnière des XIVe et XVe siècles. Originaire de Bresse, il issu de la famille La Baume.

## Biographie

### Origines
Jean (Jehan) est le fils de Guillaume de La Baume, seigneur de L'Abergement et de Constantine Alleman, Dame d'Aubonne, fille d'Hugues Alleman, Seigneur de Valbonnais. Certains auteurs, dont Rousset (1854), lui ont donné pour mère Clémence de la Palu, première épouse de Guillaume de La Baume.
Il appartient à une famille noble, les La Baume, originaires de la Bresse, vassaux des comtes palatins, puis des ducs de Bourgogne, ainsi que des comtes de Savoie.
Il épouse le 5 novembre 1384 à Genève, Jeanne de La Tour-Châtillon (à Niedergesteln en Valais), dame d'Irlain (aujourd'hui Illens, Arconciel et Attalens au Canton de Fribourg).

### Carrière
Jean de La Baume est encore mineur lorsque son père meurt aux siège de Carignan, et dès 1362, sa mère se remarie avec François II de Sassenage.[réf. nécessaire]
En 1379, il se fait connaitre au siège du château d'Ornacieux en Dauphiné.
En 1382, il accompagne Louis Ier d'Anjou-Valois dans sa tentative de conquête du royaume de Naples. Il reçoit de ce prince le titre de Comte de Sinopoli en Calabre, le 13 septembre 1383.
En 1390, sous le duc d'Anjou, il commanda les troupes dans l'expédition du royaume des Deux-Siciles. En 1390, il accompagna à nouveau le duc d'Anjou dans sa deuxième expédition au royaume de Naples. Louis d'Orléans en 1404 , chevalier du Porc-Épic.
En 1404, il devient écuyer et échanson ordinaire du Jean sans Peur. Il est également son conseiller et son chambellan,,.
En octobre 1405, il se trouve au nombre des nobles, menés par le maréchal Boniface de Challant, envoyés par le comte de Savoie afin d'apporter de l'aide au roi de France.
Il participe aux négociations, à Londres, afin de faire libérer le duc de Bourbon, Jean Ier de Bourbon.

En 1420, il apparait comme conseiller et Chambellan de Charles VI de France. En mai 1420, il est établi prévôt de Paris,. En juillet 1421, il est nommé gouverneur de Paris par Henri V d'Angleterre. Il est élevé en janvier 1422 à la dignité de maréchal de France par le roi d'Angleterre Henri V, régent du royaume de France.
Au cours du conflit opposant les Armagnacs aux Bourguignons, les La Baume suivant les comtes de Savoie prennent le parti des seconds,. Aux cours de la dernière décennie 1410 et au début de la suvante, les Armagnacs prennent plusieurs places et villes bourguignonnes dont Tournus. Jean de La Baume chargé de la défense de Mâcon repousse ses assaillants. 

### Fin de carrière et succession
Le 25 août 1428, il conclut, en présence du duc de Savoie Amédée VII, avec ses frères une transaction dite de Bâgé qui fixe les règles de succession applicables au comté de Montrevel. Cette transaction stipule que le comté et les terres qui en dépendent seront transmises à l'aîné mâle de la famille et exclut les filles de cette succession.
En 1435, le duc de Savoie lui accorde le titre comte de Montrevel.
Jean de La Baume dicte son testament le 25 janvier 1435 et meurt au cours de cette même année,. La cérémonie se déroule dans la chapelle de Montrevel.
Son petit-fils, Claude, fils unique Jean II de la Baume, hérite des « seigneuries de Vallefin, Montgefond, Bonrepos, Saint-Étienne-du-Bois, Saint-Étienne-surReyssouse, Foissia, Aigremont, Ormont, Irlains et Arc-en-Ciel, de la Roche-du-Vannel, Marigny, Bussy, Esté, Montriblod et Gordens, au comté de Sinople en Calabre ».
Il lègue des sommes aux chartreux de Montmerle, aux Franciscains de Bourg-en-Bresse.

## Famille
Jean de La Baume épouse, en 1384, Jeanne de La Tour-Châtillon. Ils ont :
- Jean II, seigneur de Bonrepos, de Valusin, Prévôt de Paris en 1420, mort avant son père, ∞ (1400) Jeanne II de Chalon-Tonnerre, comtesse[2], d'où postérité :
  - Claude, ∞ Gasparde de Lévis, fille de Philippe IV de Lévis-Mirepoix-Lautrec, baron de Villars, héritier de Jean I[5] :
    - Jean III, ∞ (1467) Bonne, fille de Thiébaut VIII de Neufchâtel, dame de Pesmes et de l'Isle[13].
- Jacques, seigneur de L'Abergement, de Marboz, grand maître des arbalétriers de France, bailli et lieutenant-général pour le duc de Savoie en Bresse[5].
- Pierre, seigneur du Mont-Saint-Sorlin[2].
- Antoinette, dame d'Attalens et de Sermoyer, ∞ Antoine de Saint-Trivier (Saint-Trivier-de-Courtes ou Saint-Trivier-sur-Moignans ?)[2].
- Jeanne, ∞ Claude de L'Aubespin de St-Amour[2].

## Armoiries
| Figure | Blasonnement                    |
|        | D'or, à la bande vivrée d'azur. |